# Bomolocha hypenoides
Bomolocha hypenoides är en fjärilsart som beskrevs av Walker 1864. Bomolocha hypenoides ingår i släktet Bomolocha och familjen nattflyn. Inga underarter finns listade i Catalogue of Life.